# 게코 (소프트웨어)
게코(영어: Gecko)는 웹 브라우저를 만드는 데 기반을 제공하는 오픈 소스 응용 프로그램 프레임워크이다.

## 역사
게코는 1997년 디지털스타일을 사들인 넷스케이프 커뮤니케이션스에 의해 처음 만들어졌다. 넷스케이프 내비게이터 1.0 때부터 쓰여 온 기존의 레이아웃 엔진은 인터넷 익스플로러의 레이아웃 엔진보다 못하다는 인식이 지배적이었다. 그것은 느렸으며 W3C 표준에도 맞지 않았고 DHTML에 대한 지원이나 페이지를 새로 불러올 때의 페이지 요소 재정렬 면에서도 좋지 않은 모습을 보여주었다. 게코는 처음에는 넷스케이프 커뮤니케이터가 어느 정도 만들어졌을 때 넷스케이프 커뮤니케이터에 끼워넣는 것을 목표로 하고 기존의 레이아웃 엔진과는 별개의 차원에서 만들어졌으며 게코가 만들어지는 동안 기존의 레이아웃 엔진을 사용하는 판이 몇 개 더 나왔다.
1998년 모질라 프로젝트가 만들어진 뒤 게코는 오픈소스 계약서에 따라 나왔다. 처음에는 랩터(Raptor)라는 이름이 붙여진 채 나왔으며 상표권 문제 때문에 얼마 뒤 Next Generation Layout(다음 세대 레이아웃)의 약자 NGLayout으로 이름이 바뀌었다. 넷스케이프 커뮤니케이션스는 그 뒤 이름을 다시 게코로 바꾸었고 게코는 한동안 NGLayout과 XPFE(Cross-Platform FrontEnd, XML 기반 사용자 환경)를 보조하는 요소 정도로만 쓰였다.
1998년 10월 넷스케이프 커뮤니케이션스는 다음 브라우저에 게코(그때는 NGLayout이라고 불렸다)를 레이아웃 엔진으로 탑재할 것이라고 했다. 처음으로 게코를 탑재한 넷스케이프 6은 2000년 11월에 나왔다(넷스케이프 5라는 이름은 쓰이지 않았다).
게코의 개발이 이어지면서 게코를 탑재한 다른 소프트웨어들이 나오기 시작했는데 아메리카 온라인에서는 콤퓨서브 7.0과 맥 OS X용 AOL에 게코를 탑재했다. 그러나 게코는 마이크로소프트 윈도우판 AOL에서는 몇 개의 베타판 이외에는 결국 탑재되지 않았다.
2003년 7월 15일 아메리카 온라인은 게코에서 손을 뗐고 그 날 만들어진 모질라 재단이 게코를 관리하게 되었다.

## 지원하는 형식
- HTML 4.0
- CSS 레벨 1 (CSS 2와 3의 경우 부분 지원. 더 자세한 정보는 모질라 CSS 지원 차트 보관됨 2014-04-05 - 웨이백 머신를 참조하세요)
- 자바스크립트 1.8 (ECMAScript)
- DOM 레벨 1, 2 (DOM 3의 경우 부분 지원)
- XML 1.0
- XHTML 1.1
- XSLT, XPath
- MathML
- XForms(공식 확장기능을 통해)
- RDF
- SVG 1.1(부분지원)
- Direct2D (1.9.3 alpha3 이후 버전)
- WebGL (1.9.3 alpha1 이후 버전)[2]

## 게코를 탑재한 소프트웨어
- 모질라 파이어폭스
- 모질라 선더버드
- 시몽키
- 엔뷰
- 카미노
- K-멜레온
- 넷스케이프 - 9판
- 에피파니 - 2.26 이전 버전
- 송버드
- 베오넥스 커뮤니케이터
- 갈레온
- 카제하카세
- 스키프스톤

## 호환
- 게코는 구형 넷스케이프 및 구형 인터넷 익스플로러용 문서를 바르게 볼 수 있도록 DOCTYPE 전환을 지원한다(단, 일부 구형 넷스케이프용 문서에 대한 지원은 아직 완벽하지 않다).
- 게코는 marquee, document.all같은 일부 인터넷 익스플로러 전용 명령들도 지원한다.

## 같이 보기
- 서보